# معاون کلانتر (فیلم ۱۹۱۴)
معاون کلانتر (انگلیسی: The Under-Sheriff) یک فیلم کوتاه کمدی به کارگردانی جرج نیکولز است که در سال ۱۹۱۴ منتشر شد.

## گزیدهٔ بازیگران
- راسکو آرباکل
- چستر کانکلین
- آلیس دونپورت
- مینتا دارفی
- جرج نیکولز